# Tieghemella africana
Espèce
Classification phylogénétique
Statut de conservation UICN

 EN A1cd : En danger
Tieghemella africana est une espèce de plantes à fleurs de la famille des Sapotaceae. C'est un arbre originaire d'Afrique tropicale.

## Description
C'est un arbre.

## Répartition
On le trouve dans les forêts primaires de plaine du Cameroun, des Congo (République du Congo et République démocratique du Congo), du Gabon et du Sierra Leone.

## Conservation
L'espèce est menacée par la déforestation et l'exploitation forestière.